# Encyclopédie
Encyclopédie, ou dictionnaire raisonné des sciences, des arts et des métiers (traduzido da língua francesa, Enciclopédia, ou dicionário racional das ciências, artes e profissões) foi uma das primeiras enciclopédias que alguma vez existiram, tendo sido publicada na França no século XVIII. Os últimos volumes foram publicados em 1772.
Esta grande obra, compreendendo 35 volumes, 71 818 artigos e 2 885 ilustrações, foi editada por Jean le Rond D'Alembert e Denis Diderot. D'Alembert deixou o projeto antes do seu término, sendo os últimos volumes a obra de Diderot. Muitas das mais notáveis figuras do iluminismo francês contribuíram para a obra, incluindo Voltaire, Rousseau e Montesquieu.
De acordo com Denis Diderot no artigo "Encyclopédie", o objectivo da obra era "mudar a maneira como as pessoas pensam". Ele e os outros contribuidores defendiam a secularização da aprendizagem, à distância dos jesuítas. Diderot queria incorporar todo o conhecimento do mundo para a obra, e esperava que o texto pudesse disseminar todas as informações para as gerações atuais e futuras.

## Origens
A Encyclopédie foi originalmente concebida como uma tradução para a língua francesa da Cyclopaedia, or Universal Dictionary of Arts and Sciences (1728), de Ephraim Chambers. Ephraim Chambers havia publicado o seu livro em dois volumes em Londres, em 1728, após vários dicionários de artes e ciências que surgiram na Europa desde o final do século XVII.
Os escritores da enciclopédia viram-na como a destruição das superstições e o acesso ao conhecimento humano. Foi um sumário quintessencial do pensamento e das ideias do iluminismo. Na França do Ancien Régime, no entanto, causaria uma tempestade de controvérsia. Isto foi devido em parte pela sua tolerância religiosa. A enciclopédia elogiava pensadores protestantes e desafiava os dogmas da Igreja Católica Romana. A obra foi banida na totalidade, mas, como tinha apoiantes em altos cargos, o trabalho continuou, e cada volume posterior foi entregue clandestinamente aos subscritores.
Foi, também, um vasto compêndio das tecnologias do período, descrevendo os instrumentos manuais tradicionais bem como os novos dispositivos da Revolução Industrial no Reino Unido.

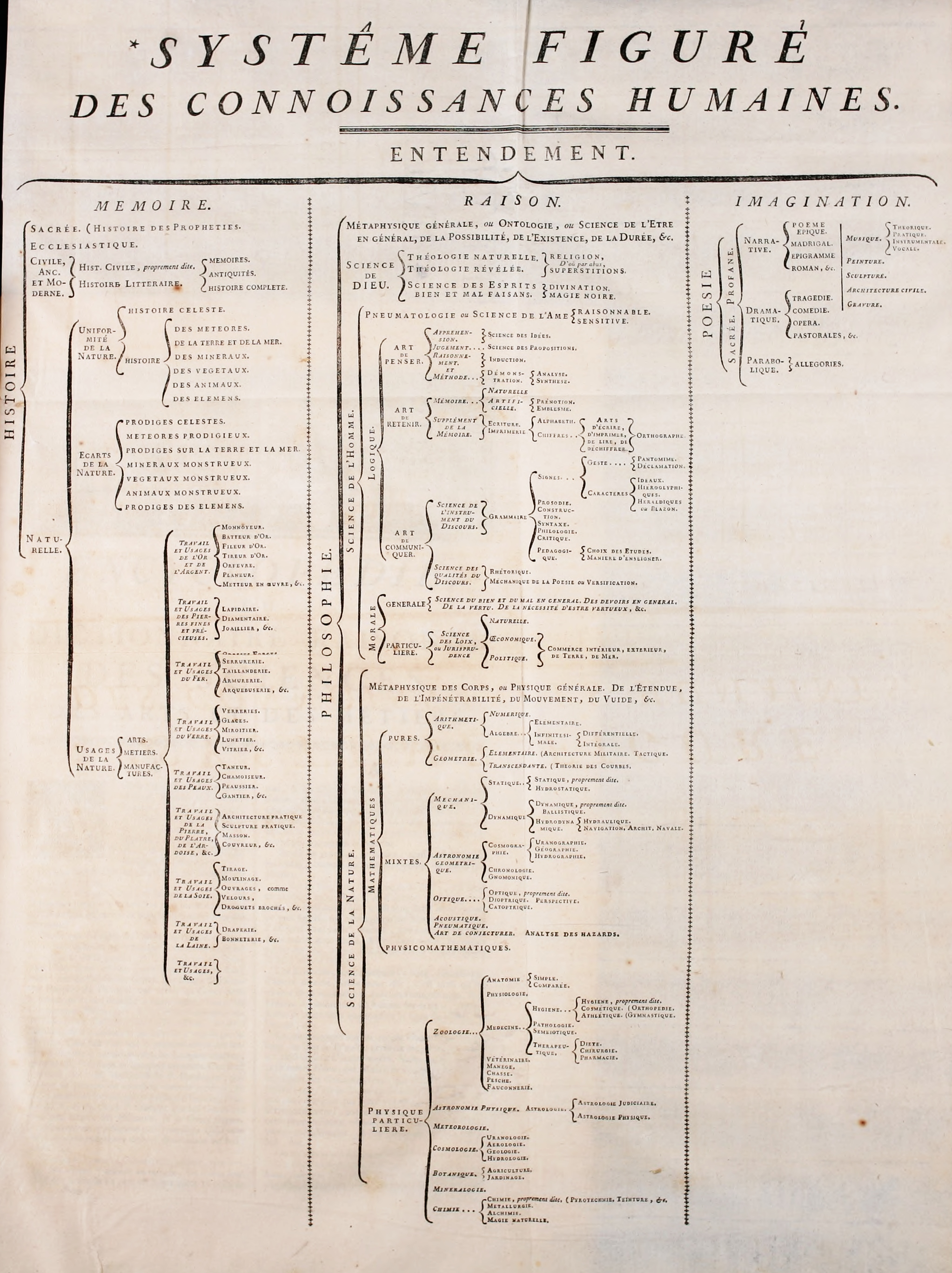
"Sistema figurativo do conhecimento humano", a estructura pela qual a Encyclopédie estava organizada. Tinha três grandes ramos: memória, razão e imaginação.

A Encyclopédie desempenhou um papel importante na actividade intelectual anterior à Revolução Francesa.
Em 1750, o título completo era "Encyclopédie, ou Dictionnaire raisonné des sciences, des arts et des métiers, par une société de gens de lettres, mis en ordre par M. Diderot de l'Académie des Sciences et Belles-Lettres de Prusse, et quant à la partie mathématique, par M. d'Alembert de l'Académie royale des Sciences de Paris, de celle de Prusse et de la Société royale de Londres" ("Enciclopédia, ou dicionário racional das ciências, artes e profissões, por uma sociedade de pessoas de letras, ordenado pelo senhor Diderot da Academia de Ciências e Belas-letras da Prússia, e quanto à parte matemática pelo senhor d'Alembert da
Academia Real de Ciências de Paris, da Prússia e da Sociedade Real de Londres"). A página-título foi emendada à medida que d'Alembert adquiriu novos títulos.
A Encyclopédie continha uma taxonomia do conhecimento humano que era inspirada no "Advancement of Learning" de Francis Bacon.
Nela, os três ramos principais do conhecimento são "Memória"/História, "Razão/Filosofia", e "Imaginação"/Poesia. É notável o facto de a teologia se encontrar dentro (abaixo) da "filosofia". Robert Darnton afirma que esta categorização da religião como sujeita à razão humana foi um factor significante na controvérsia que envolveu a obra. Note-se também que "Conhecimento de Deus" está a poucos módulos de distância de "divinação" e "magia negra".

## Frontispício daEncyclopédie

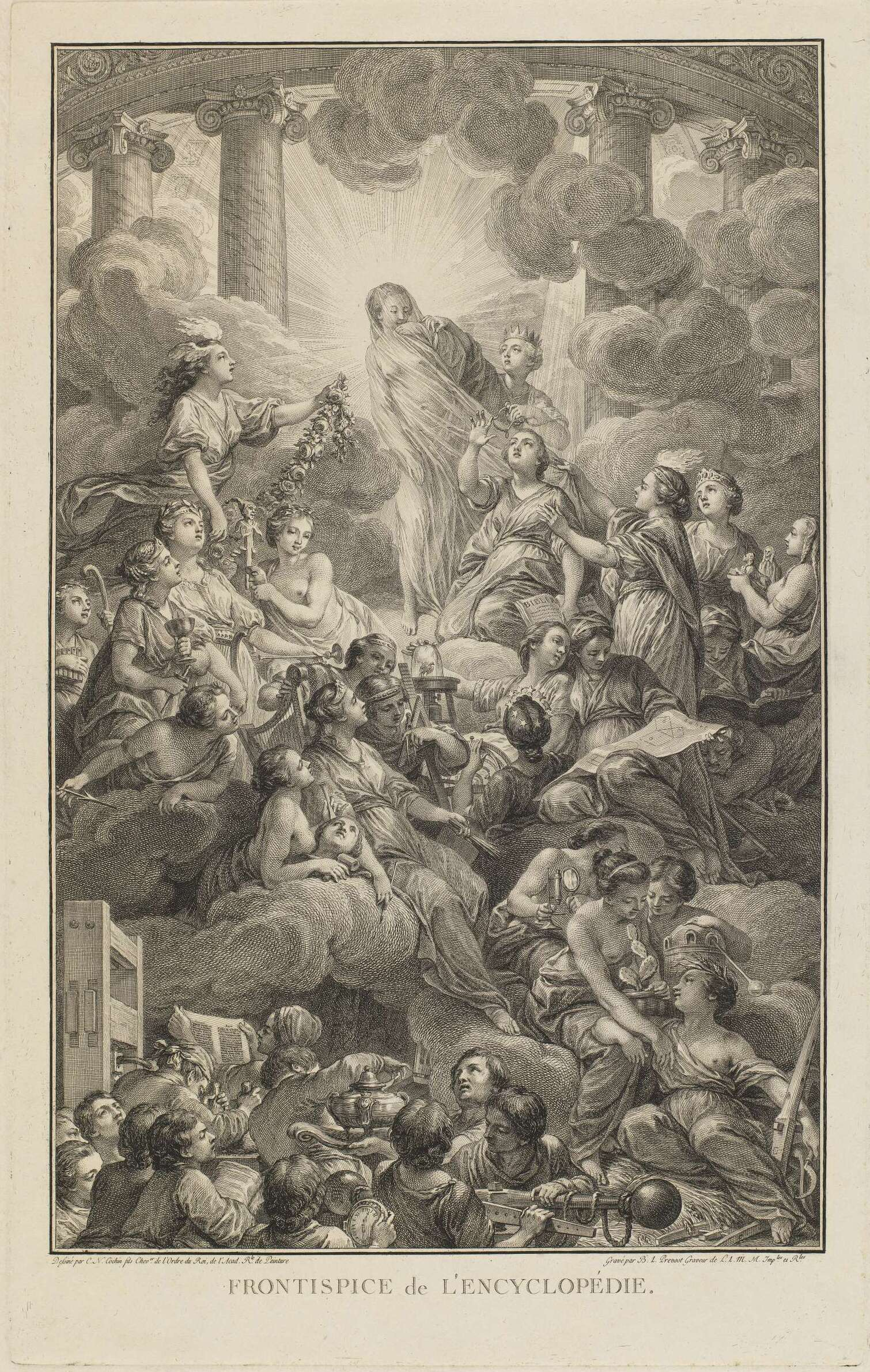
Frontispício da Encyclopédie (1772), pintado por Charles-Nicolas Cochin e ornamentado por Bonaventure-Louis Prévost.

O frontispício da obra está carregada de simbolismo:
- A figura do centro representa a verdade – rodeada por luz intensa (o símbolo central do iluminismo).
- Duas outras figuras à direita, a razão e a filosofia, estão a retirar o manto sobre a verdade.

## Colaboradores
A Encyclopédie contou com a participação de mais de 130 contribuidores. Relacionam-se, aqui, os mais notáveis, incluindo suas respectivas áreas de contribuição:
- Jean le Rond d'Alembert — editor; ciência (especialmente matemática), assuntos contemporâneos, filosofia, religião, entre outros;
- André Le Breton — editor chefe;
- Étienne Bonnot de Condillac — filosofia;
- Louis Daubenton — história natural;
- Louis de Jaucourt - física, filosofia, medicina, economia, literatura, política. Escreveu 25% de toda a enciclopédia;
- Denis Diderot — editor chefe; economia, artes mecânicas, filosofia, política, religião, entre outros;
- Barão d'Holbach — ciência (química, mineralogia), política, religião, entre outros;
- Barão de Montesquieu — parte do artigo "goût" (conceito de gosto);
- Jean-Jacques Rousseau — música, economia política;
- Anne Robert Jacques Turgot — economia, etimologia, filosofia, física;
- Voltaire — história, literatura, filosofia.

## Estatísticas
Tamanho aproximado da Enciclopédia:
- 17 volumes de artigos, emitidos de 1751 a 1765
- 11 volumes de ilustrações, emitidos de 1762 a 1772
- 18 000 páginas de texto
- 75 000 entradas
  - 44 000 artigos principais
  - 28 000 artigos secundários
  - 2 500 índices de ilustração
- 20 000 000 palavras no total

Tiragem: 4 250 exemplares (nota: mesmo obras de volume único no século XVIII raramente tiveram uma tiragem superior a 1 500 exemplares).

## Citações
- "O objetivo de uma enciclopédia é reunir todo o conhecimento disperso na superfície da terra, demonstrar o sistema geral às pessoas com quem convivemos e transmiti-lo às pessoas que virão depois de nós, para que as obras dos séculos passados não é inútil para os séculos seguintes, para que nossos descendentes, tornando-se mais instruídos, se tornem mais virtuosos e mais felizes, e que não morramos sem ter merecido ser parte da raça humana”. (Encyclopédie, Diderot)
- "A razão é para o filósofo o que a graça é para o cristão… Outros homens andam nas trevas; o filósofo, que tem as mesmas paixões, age apenas após reflexão; ele caminha pela noite, mas é precedido por uma tocha. O filósofo forma seus princípios sobre uma infinidade de observações particulares. Ele não confunde verdade com plausibilidade; ele toma por verdade o que é verdadeiro, por falsificação o que é falso, por duvidoso o que é duvidoso e provável o que é provável. Um espírito de observação e precisão." (Filósofos, Dumarsais)
- "Se privilégios exclusivos não fossem concedidos, e se o sistema financeiro não tendesse a concentrar riqueza, haveria poucas grandes fortunas e nenhuma riqueza rápida. Quando os meios de enriquecer são divididos entre um número maior de cidadãos, a riqueza também será mais uniformemente distribuídos; pobreza extrema e riqueza extrema também seriam raras." (Riqueza, Diderot)
- "Aguaxima, uma planta que cresce no Brasil e nas ilhas da América do Sul. Isso é tudo o que nos dizem sobre isso; e gostaria de saber para quem são feitas tais descrições. Não pode ser para os nativos dos países em questão, que provavelmente sabem mais sobre a aguaxima do que está contido nesta descrição, e que não precisam saber que a aguaxima cresce em seu país. É como se você dissesse a um francês que a pereira é uma árvore que cresce na França, na Alemanha, etc. Também não é para nós, que nos importa que exista no Brasil uma árvore chamada aguaxima, se tudo o que sabemos sobre isso é o seu nome? Qual é o ponto de dar o nome? Deixa os ignorantes como eram e não ensina nada ao resto de nós. Se mesmo assim eu mencionar esta planta aqui, juntamente com várias outras que são descritas tão mal, Aguaxima, Diderot)